# Tetrapilon
Tetrapilon (grško starogrško τετράπυλον, tetrápilon, "štiri  vrata", latinsko quadrifrons, dobesedno  "štiri pročelja") je vrsta starorimskega spomenika kockaste oblike z vhodi na vseh štirih straneh. Spomenik se običajno gradil na križiščih cest.

## Opis
Tetrapilon je bil vrsta spomenika, pogosta v klasični arhitekturi. Opredeljen je kot zgradba s štirimi vrati in stebri ali drugimi nosilnimi konstrukcijami na vogalih. Tetrapilon je lahko samostojna zgradba ali sklop  več ločenih zgradb. Tetrapiloni so se gradili kot mejniki na pomembnih križiščih ali pomembnih geografskih točkah, kot podtip rimskega slavoloka ali preprosto kot dekorativna in estetsko prijetna okrasna zgradba. Tetrapilon kot slavolok (npr. Julijev mavzolej v Glanumu, Janusov lok, Rutupiae), je podvojen slavolok z dvema glavnima in dvema stranskima obokanima odprtinama, pravokotnima na prvi dve.

## Tetrakionion
Tetrakionion (grško starogrško τετρακιόνιον, tetrakiónion) je vrsta tetrapilona, v katerem osrednji križ nima strehe. Štiri vogalne zgradbe niso povezane.

## Najbolj znani tetrapiloni
- Galerijeva vrata v Solunu, Grčija
- Obok Septimija Severja (Leptis Magna), Libija
- Obok Marka Avrelija v Oei, Tripolis, Libija
- tetrapilon v Cáparri, Španija
- tetrapilon v Palmiri, Sirija
- monumentalna mestna vrata v Afrodiziji, Turčija, ki se štejejo za tetrapilon
- Milion v Konstantinoplu, Turčija  (ničelni miljnik Bizantinskega cesarstva)
- Janusov obok Rimu, Italija
- Karakalov obok, Tebessa, Alžirija
- tetrapilon v Andžarju, dolina Beka, na križišču karda in dekumana
- tetrapilona v Džerašu, Jordanija; prvi je na križišču glavnega karda in severnega dekumana, drugi pa na križišču glavnega karda in južnega dekumana[1]
- uničen rimski obok v gradu  Richborough, južna Anglija
- Heidentor v Karnuntu, Avstrija

Seznam ni popoln.
- Galerijev obok v Solunu
- Leptis Magna
- Obok Marka Avrelija
- Caparra
- Mestna vrata v Afrodiziji
- Fragment konstantinopelskega ničtega miljnika
- Janusov obok
- Porte Caracalla
- Andžar
- Rekonstrukcija tetrapilona v Karnuntu

## Sklic
1. ↑  "Southern Tetrapylon". Madain Project. Pridobljeno 7. aprila 2020.